# Otto-proces

PV-diagram van het Otto-proces

Het otto-proces, genoemd naar de uitvinder Nicolaus Otto, of gelijkvolumeproces is een ideaal thermodynamisch kringproces dat gebruikt wordt als vergelijkingsproces voor de verbranding bij sommige verbrandingsmotoren met ontstekingsmechanisme. De benaming "gelijkvolumeproces" duidt erop dat de warmte-uitwisseling gebeurt bij gelijkblijvend volume. Het theoretisch haalbare rendement legt een bovengrens op aan de reële efficiëntie van elke praktische warmtemachine gebaseerd op het otto-proces.

## Systeem
De gebruikte opstelling is gebaseerd op een warmtemachine soortgelijk aan die in het carnotproces. Men beschouwt aanvankelijk een wrijvingsloos zuigersysteem gevuld met een fluïdum dat veranderingen in druk, volume, temperatuur e.d. ondergaat. Het zuigersysteem staat in contact met twee warmtereservoirs die zich bevinden bij temperaturen {\displaystyle T_{\text{H}}} en {\displaystyle T_{\text{L}}}. Respectievelijk zijn zij verantwoordelijk voor de toe- en afvoer van warmte.

## Processtappen
Het otto-proces kan theoretisch beschreven worden als een thermodynamisch proces bestaande uit vier stappen:
- Reversibele adiabatische compressie
- Reversibele isochore warmtetoevoer
- Reversibele adiabatische expansie
- Reversibele isochore warmteafvoer

De stelling dat een stap reversibel adiabatisch gebeurt, is equivalent met de stelling dat de stap reversibel isentroop is. De twee termen worden daarom vaak door elkaar gebruikt in de vakliteratuur.
Daarnaast worden de vier toestanden van het systeem gedefinieerd:
- Toestand 1 bij temperatuur {\displaystyle T_{1}} en volume {\displaystyle V_{1}}
- Toestand 2 bij temperatuur {\displaystyle T_{2}} en volume {\displaystyle V_{2}}
- Toestand 3 bij temperatuur {\displaystyle T_{3}} en volume {\displaystyle V_{3}}
- Toestand 4 bij temperatuur {\displaystyle T_{4}} en volume {\displaystyle V_{4}}

Een cruciale factor voor het rendement is de compressieratio, die wordt gedefinieerd als {\displaystyle r=V_{1}/V_{2}}.

## Theoretische bepaling van het rendement
De verandering in energie wordt berekend voor elke stap:
- {\displaystyle \Delta U_{A}=w_{1}}
- {\displaystyle \Delta U_{B}=q_{1}=c_{V}\Delta T_{B}}
- {\displaystyle \Delta U_{C}=w_{2}}
- {\displaystyle \Delta U_{D}=q_{2}=c_{V}\Delta T_{D}}

Hierbij is {\displaystyle c_{V}} de warmtecapaciteit bij constant volume van het fluïdum. Deze wordt constant verondersteld binnen de beschouwde temperatuurintervallen.
In de tweede en vierde stap wordt geen arbeid op of door het systeem geleverd, mits deze deelprocessen isochoor verlopen. De arbeid veroorzaakt door een proces bij verandering van druk en volume wordt immers gegeven door {\displaystyle \mathrm {d} W=P\mathrm {d} V}.
Gegeven dat de interne energie een toestandsfunctie is, geldt:
{\displaystyle \Delta U_{A}+\Delta U_{B}+\Delta U_{C}+\Delta U_{D}=0\,{\text{J}}}
Het rendement van een thermodynamisch kringproces wordt (rekening houdend met de tekenconventies m.b.t. arbeid en warmte geleverd door en aan een systeem) algemeen gegeven door:
{\displaystyle \varepsilon ={\frac {-w_{\text{cyclus}}}{q_{\text{in}}}}\in [0,1]}
Toegepast op de cyclus van het otto-proces:
{\displaystyle \varepsilon ={\frac {-(w_{1}+w_{2})}{q_{1}}}={\frac {-\Delta U_{A}-\Delta U_{C}}{\Delta U_{B}}}=1+{\frac {\Delta U_{D}}{\Delta U_{B}}}=1+{\frac {\Delta T_{D}}{\Delta T_{B}}}}
{\displaystyle \varepsilon =1+{\frac {T_{1}-T_{4}}{T_{3}-T_{2}}}=1-{\tfrac {T_{1}}{T_{2}}}{\frac {{\tfrac {T_{4}}{T_{1}}}-1}{{\frac {T_{3}}{T_{2}}}-1}}}
Vervolgens wordt het resultaat uit de studie van een adiabatische expansie toegepast:
{\displaystyle T_{1}V_{1}^{\gamma -1}=T_{2}V_{2}^{\gamma -1}}
{\displaystyle T_{3}V_{3}^{\gamma -1}=T_{4}V_{4}^{\gamma -1}}
Waarbij {\displaystyle \gamma =c_{P}/c_{V}} opnieuw constant verondersteld binnen de beschouwde temperatuursintervallen. {\displaystyle c_{P}} stelt de warmtecapaciteit van het fluïdum voor.
Omdat {\displaystyle V_{2}=V_{3}} en {\displaystyle V_{4}=V_{1}} is, volgt:
{\displaystyle \left({\frac {V_{1}}{V_{2}}}\right)^{\gamma -1}=\left({\frac {V_{4}}{V_{3}}}\right)^{\gamma -1}\Rightarrow \quad {\frac {T_{2}}{T_{1}}}={\frac {T_{3}}{T_{4}}}\Rightarrow \quad {\frac {T_{4}}{T_{1}}}={\frac {T_{3}}{T_{2}}}}
Waardoor de uitdrukking voor het rendement reduceert tot
{\displaystyle \varepsilon =1-{\frac {T_{1}}{T_{2}}}=1-\left({\frac {V_{2}}{V_{1}}}\right)^{\gamma -1}=1-{\frac {1}{r^{\gamma -1}}}}
Een theoretisch optimaal rendement wordt dus behaald in de limietgevallen waarin {\displaystyle T_{2}\to +\infty } of  {\displaystyle T_{1}\to 0}. Praktisch gezien is de eerder gedefinieerde compressieratio {\displaystyle r} doorslaggevend.

## Toepassing op reële processen
Het is duidelijk dat het otto-proces enkel theoretisch haalbaar is. Zuiver reversibele stappen zijn praktisch onmogelijk, warmteverliezen bij adiabatisch gestelde stappen onvermijdelijk en isochore stappen onhaalbaar vanwege thermische expansie. Doch is de theoretisch benadering nuttig, omdat het een theoretische bovengrens oplevert.
De belangrijkste toepassing van de ottocyclus wordt gevonden in de verbrandingsmotoren met ontstekingsmechanisme, namelijk de zogenoemde mengselmotoren. Niet toevallig wordt dit type ook de ottomotor genoemd. Het bekendste voorbeeld is de benzinemotor, maar ook aardgas en kerosine zijn veelvoorkomende brandstoffen. 
Van deze eerste motor ligt het reëel rendement zeer laag: over het hele proces bedraagt dit slechts 20%. Dit is enerzijds te wijten aan de thermische efficiëntie, maar anderzijds eveneens aan het energieverlies door wrijving etc. Een andere voorname oorzaak voor deze lage efficiëntie is de limiet op de compressieverhouding. Deze kan grofweg de waarde van 10 niet overschrijden, doordat anders een fenomeen genaamd voorontsteking in werking treedt. Dit houdt in dat de ontsteking niet veroorzaakt wordt door het ontstekingsmechanisme, maar aan andere warme locaties. Zo vindt de ontsteking niet op het ideale moment plaats en begint de verbrandingsmotor te pingelen.